# 丹戎阿比机场
丹戎阿比机场（印尼语：Bandar Udara Tanjung Api）是印度尼西亚中苏拉威西省托久乌纳乌纳县的一座机场，主要服务城镇是该县的县治安帕纳。2016年10月19日，印尼总统佐科·维多多为机场主持启用仪式。

## 航空公司和目的地
| 航空公司 | 目的地           |
| -------- | ---------------- |
| 风翼航空 | 帕卢、卢武克     |
| 航星航空 | 卢武克、哥伦打洛 |

## 资料来源
1. ↑  .   [2018-11-22]. （原始内容存档于2017-05-22）.
2. ↑  . Sulteng Ekspres. 2016-10-19 （印度尼西亚语）.[永久]